# Australia na Zimowych Igrzyskach Olimpijskich 1936
Australia na Zimowych Igrzyskach Olimpijskich 1936 – występ reprezentacji Australii na igrzyskach olimpijskich w Garmisch-Partenkirchen w 1936 roku.
W kadrze znalazł się jeden panczenista, 22-letni Kenneth Kennedy, który wziął udział w trzech konkurencjach łyżwiarskich. Najlepszy rezultat osiągnął w biegu na 500 m, w którym zajął 29. miejsce. W pozostałych startach, na 1500 i 5000 m, uplasował się na 33. pozycji.
Podczas ceremonii otwarcia igrzysk reprezentacja Australii weszła na stadion olimpijski jako druga w kolejności, pomiędzy ekipami z Grecji i Belgii. Reprezentacja nie miała attaché misji olimpijskiej. W australijskiej delegacji znaleźli się jednak członkowie Międzynarodowego Komitetu Olimpijskiego z ramienia australijskiego komitetu, James Taylor i Harold Luxton.
Start w Garmisch-Partenkirchen był debiutem reprezentacji Australii na zimowych igrzyskach olimpijskich i dziewiątym startem olimpijski, wliczając w to letnie występy.
Podczas igrzysk w Garmisch-Partenkirchen w rywalizacji bobslejowych czwórek wystąpił Australijczyk Frederick McEvoy. Zajął trzecie miejsce i wywalczył brązowy medal, stając się pierwszym Australijczykiem z medalem zimowych igrzysk olimpijskich. Startował jednak w barwach reprezentacji Wielkiej Brytanii, w której pełnił również rolę chorążego reprezentacji podczas ceremonii otwarcia igrzysk.

## Skład reprezentacji

### Łyżwiarstwo szybkie
Jedynym reprezentantem Australii był Kenneth Kennedy, który wystąpił w trzech konkurencjach. Na co dzień Kennedy mieszkał w Anglii. Przed igrzyskami, w 1935 i 1936 roku został mistrzem Wielkiej Brytanii w łyżwiarstwie szybkim w biegach na dystansach 880 jardów i 1 mili. Od 1934 roku był również graczem hokejowej drużyny Birmingham Maple Leafs, która zwyciężyła angielską ligę hokejową w 1936 roku.
W Garmisch-Partenkirchen najlepszym wynikiem Kennedy’ego było 29. miejsce w rozegranym 11 lutego biegu na 500 m. Do zwycięzcy biegu, Ivara Ballangruda z Norwegii, Australijczyk stracił 4 s. Wyprzedził sześciu sklasyfikowanych panczenistów. Dzień później Australijczyk wystąpił w rywalizacji na dystansie 5000 m i zajął 33. miejsce w gronie 35 sklasyfikowanych zawodników. Był lepszy od Oldřicha Hanča startującego w barwach Czechosłowacji oraz Jamesa Graeffe w barwach Belgii. Reprezentant Australii uzyskał czas słabszy o blisko 1,5 min od zwycięzcy, Ivara Ballangruda. Kolejnego dnia Australijczyk wziął udział w biegu na 1500 m. Ponownie zajął 33. miejsce, tym razem był lepszy od czterech panczenistów – poza Hančem i Graeffe słabsi od niego byli tym razem również Thomas White i Charles De Ligne. Zwycięzca zawodów, Charles Mathiesen, uzyskał czas lepszy o 12,6 s od Kennedy’ego.
| Konkurencja             | Zawodnik        | Czas   | Strata  | Miejsce |
| ----------------------- | --------------- | ------ | ------- | ------- |
| Bieg na 500 m mężczyzn  | Kenneth Kennedy | 47,4   | +4,0    | 29.     |
| Bieg na 1500 m mężczyzn | Kenneth Kennedy | 2:31,8 | +12,6   | 33.     |
| Bieg na 5000 m mężczyzn | Kenneth Kennedy | 9:48,9 | +1:29,3 | 33.     |